# Corps Silesia Breslau zu Frankfurt (Oder)

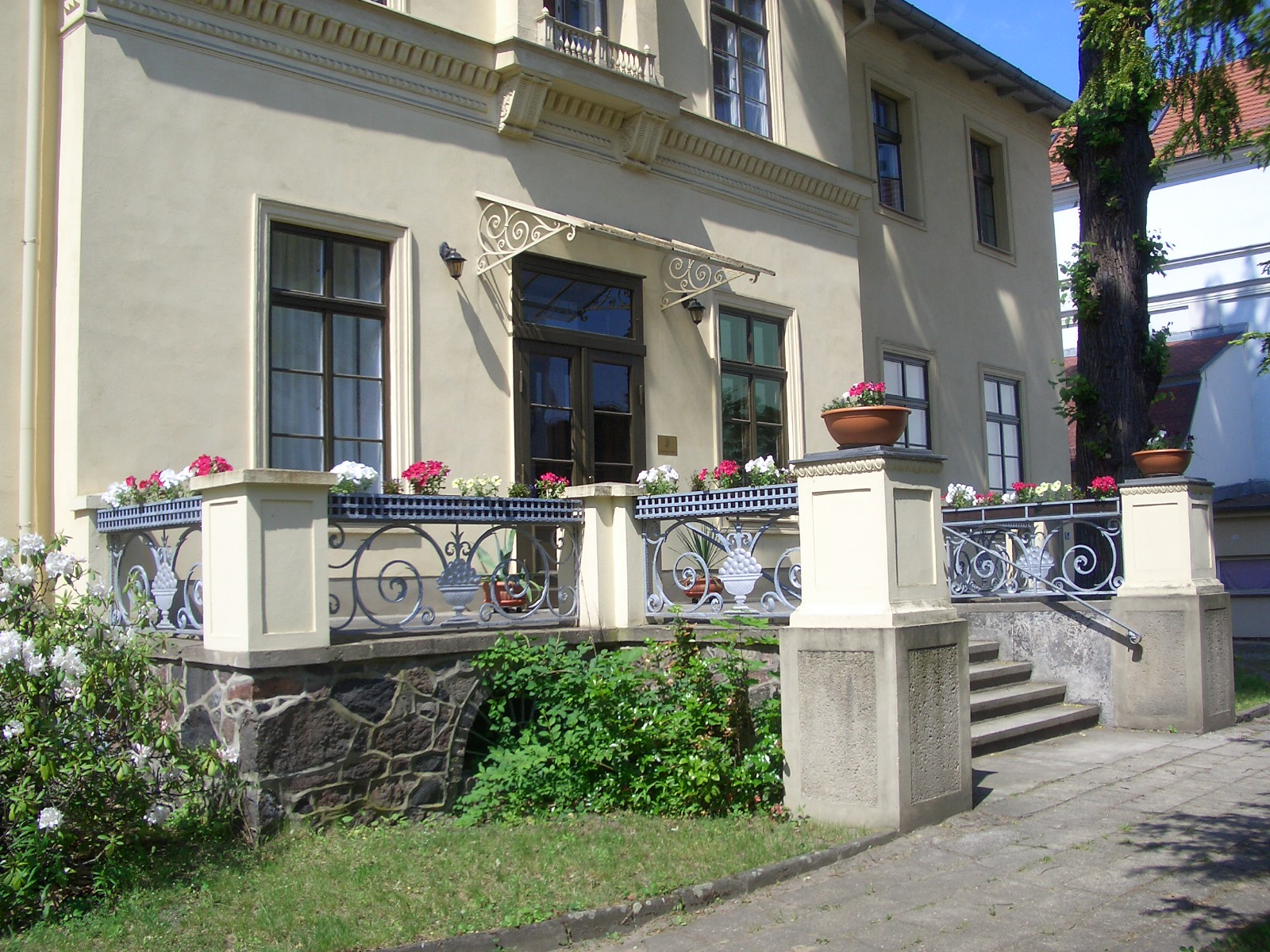
Wejście do siedziby we Frankfurcie nad Odrą

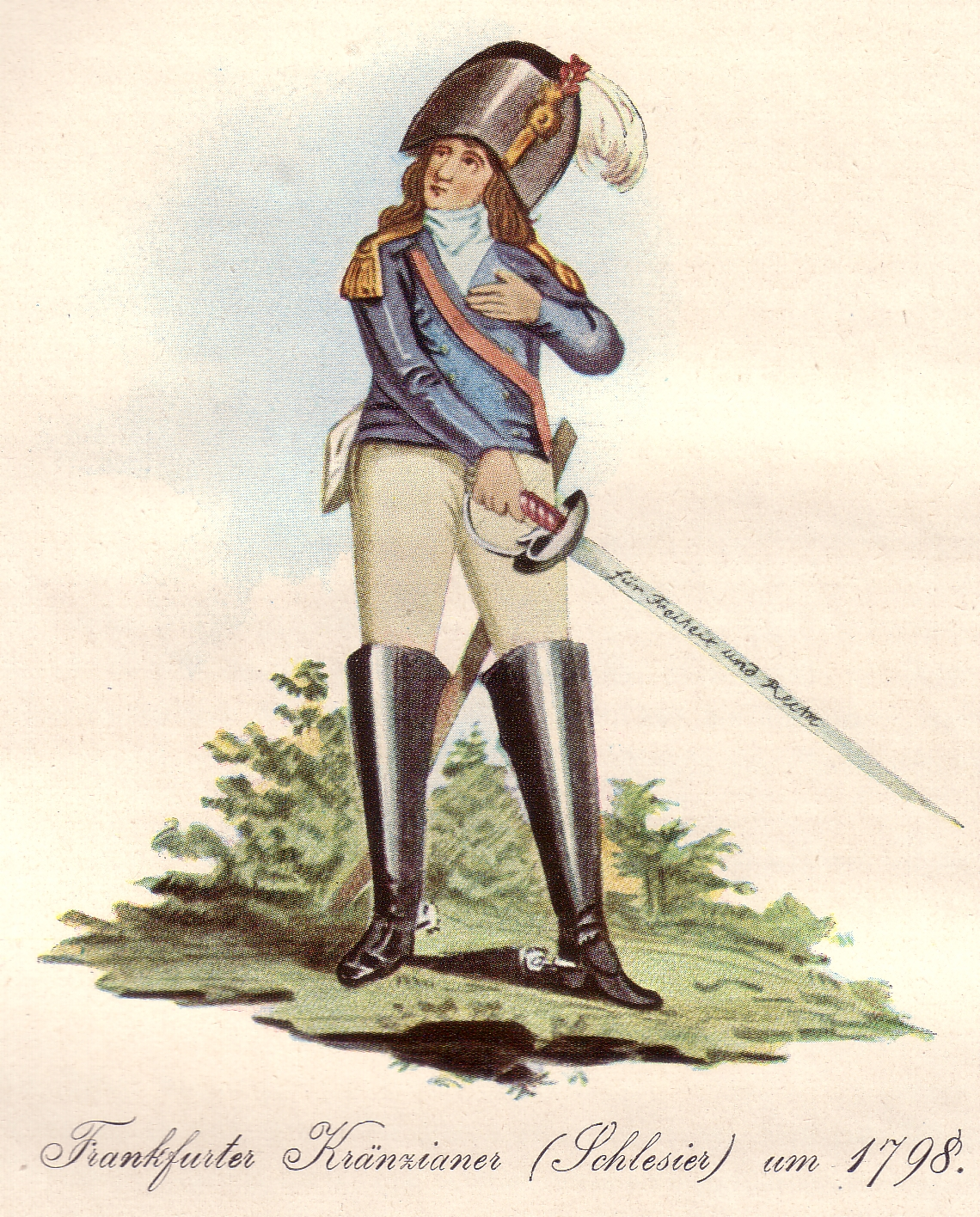
Ślązak ok. 1798

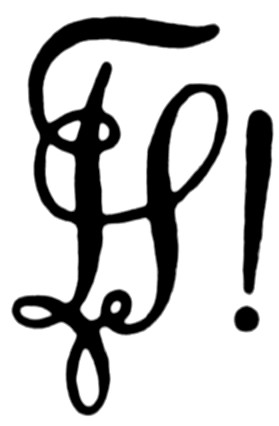
Cyrkiel

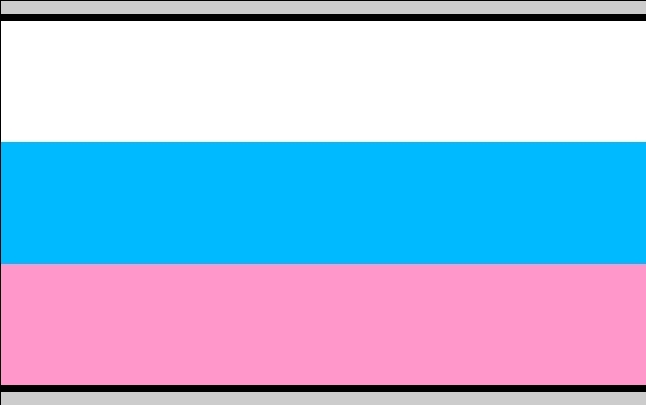
Szarfa

Corps Silesia Breslau zu Frankfurt (Oder) (w skrócie Corps Silesia Breslau albo Corps Silesia) – niemiecki Corps (korporacja akademicka), zrzeszony w Kösener Senioren-Convents-Verband (KSCV). Powstała 24 maja 1821 we Wrocławiu. Od 2000 z siedzibą we Frankfurcie nad Odrą.
Zrzesza studentów i absolwentów Europa-Universität Viadrina we Frankfurcie nad Odrą. Ponadto należą do niego byli studenci Universität Köln, RWTH Aachen, Uniwersytetu Wrocławskiego i Politechniki Wrocławskiej.
Członkowie korpusu nazywani są Ślązakami. Silesia jest najstarszym wciąż istniejącym zrzeszeniem pierwotnie śląskich studentów.

## Symbole
- barwy: biało-jasnoniebiesko-różowe
- zawołanie: Virtus nos et cana fides coniunge Silesos!

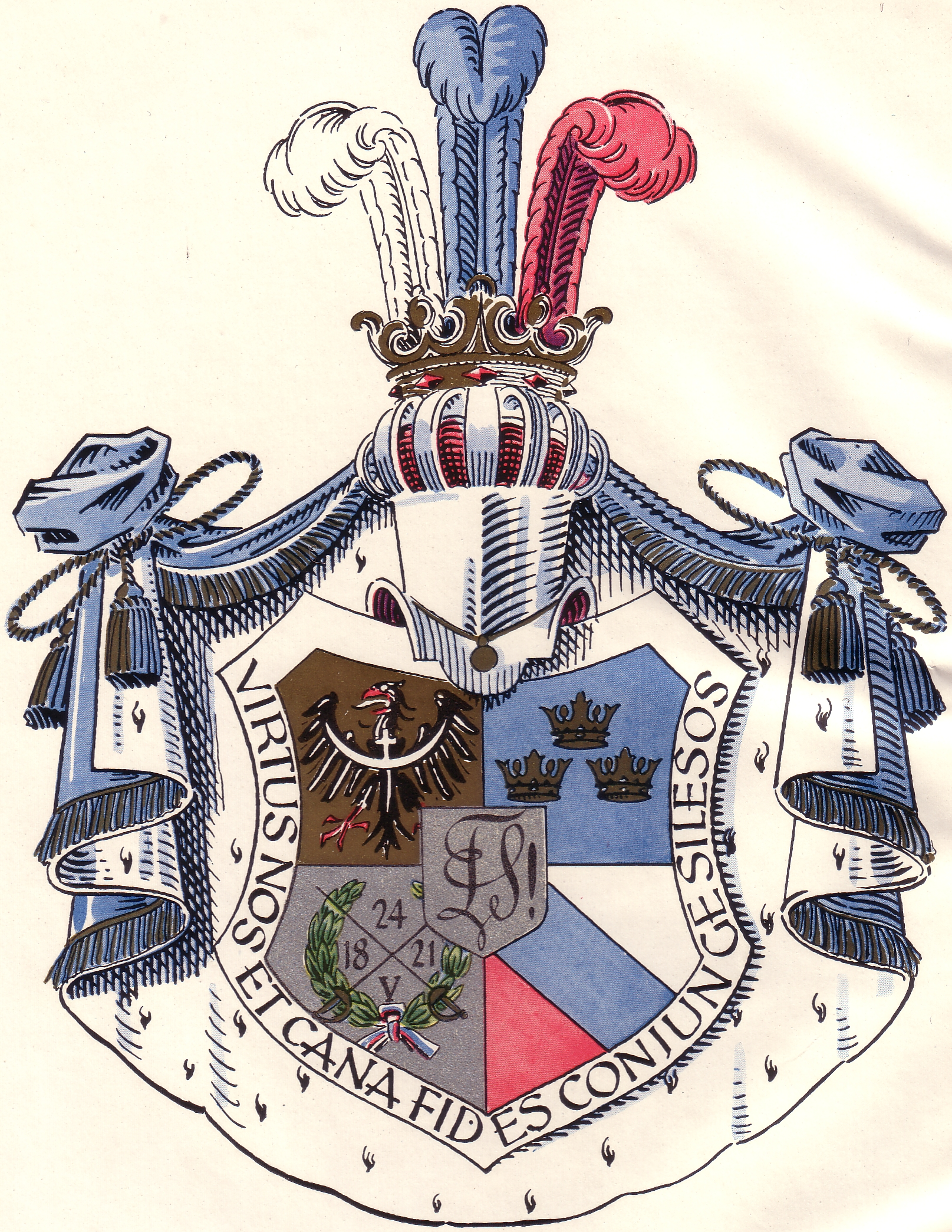
Herb Silesia (do 2000)
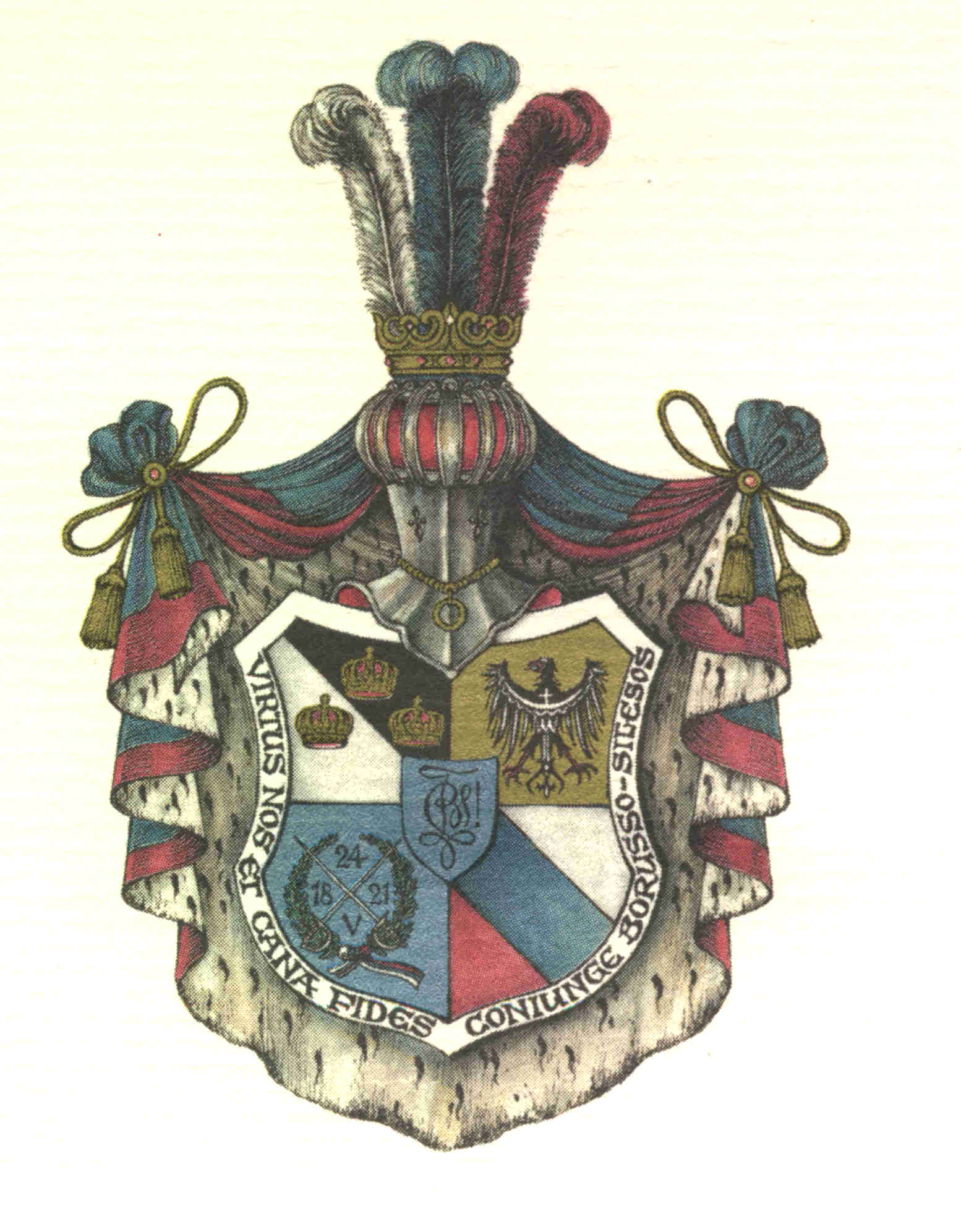
Herb Borusso-Silesia (2000-2008)
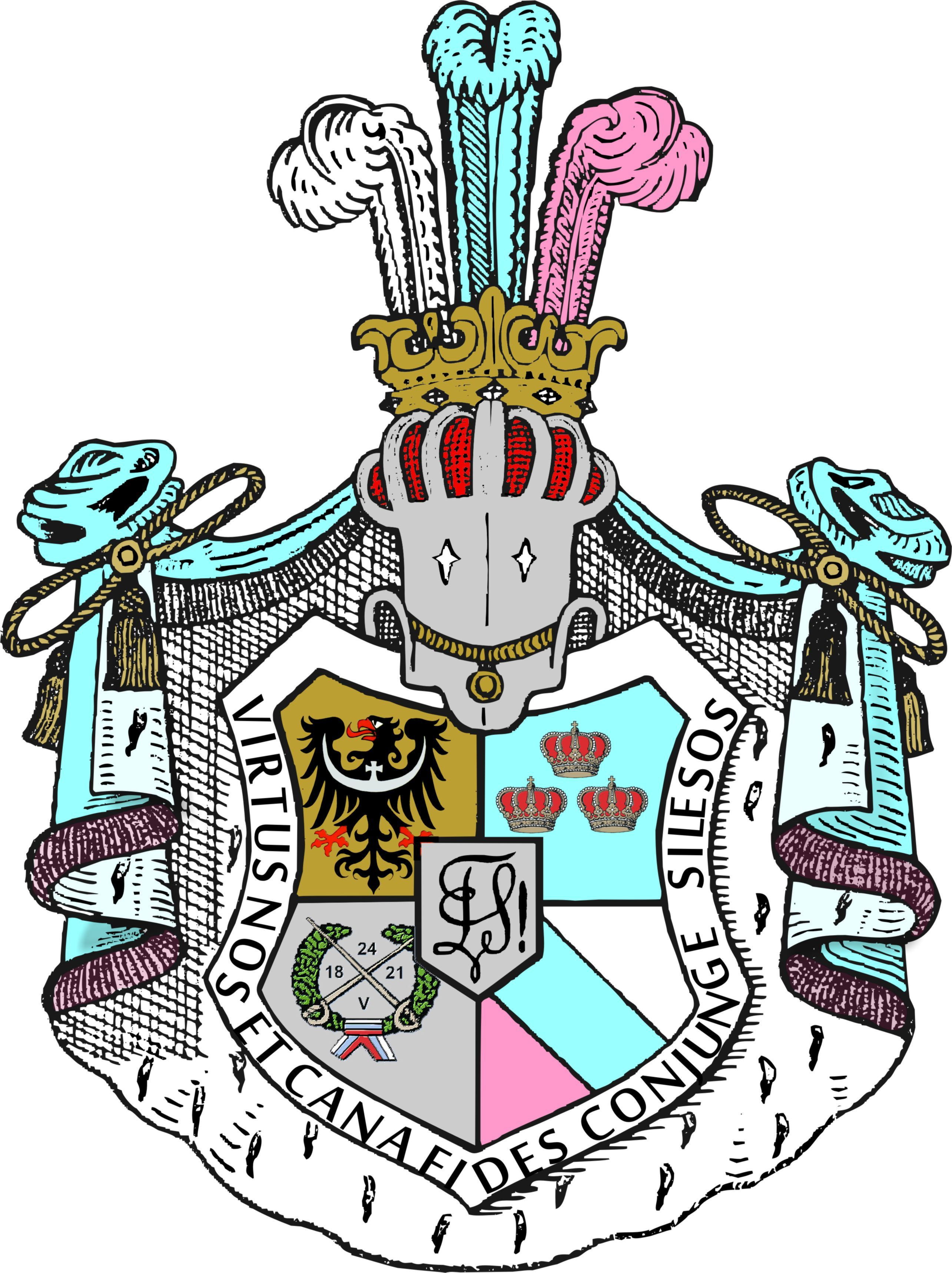
Herb Silesia (od 2008)

## Niektórzy członkowie

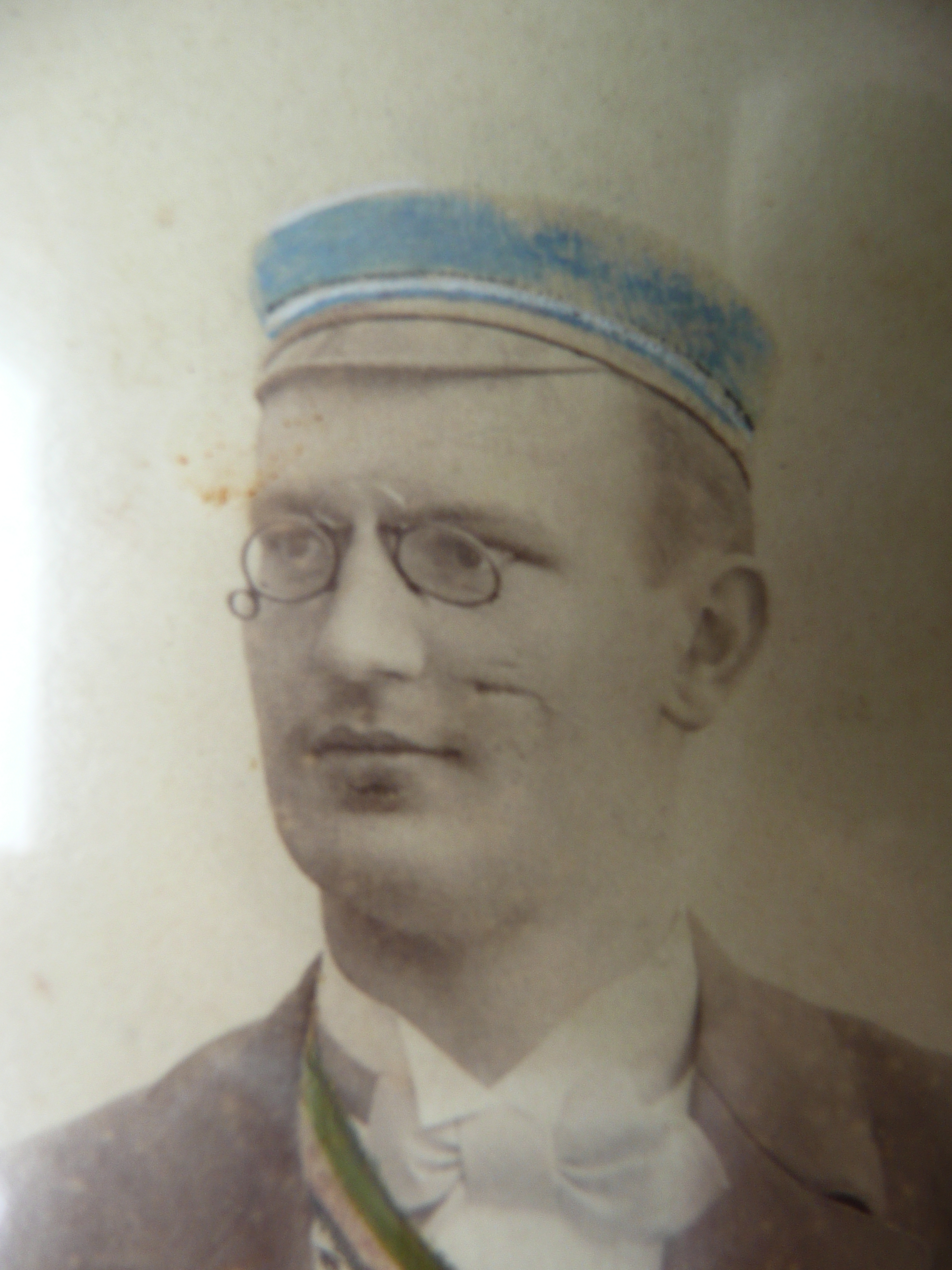
Alfred Manigk, prawnik
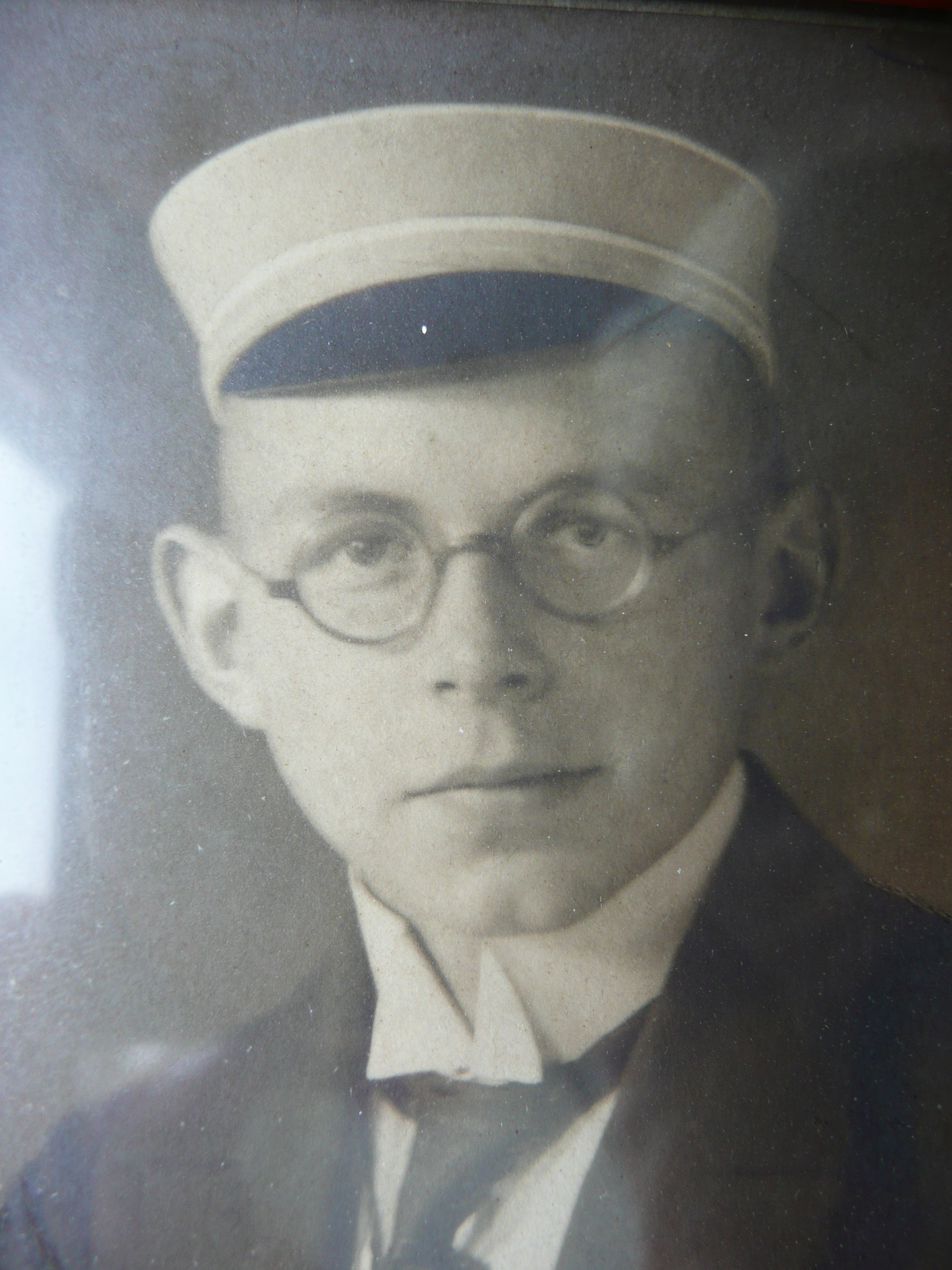
Ulrich Senger, inżynier
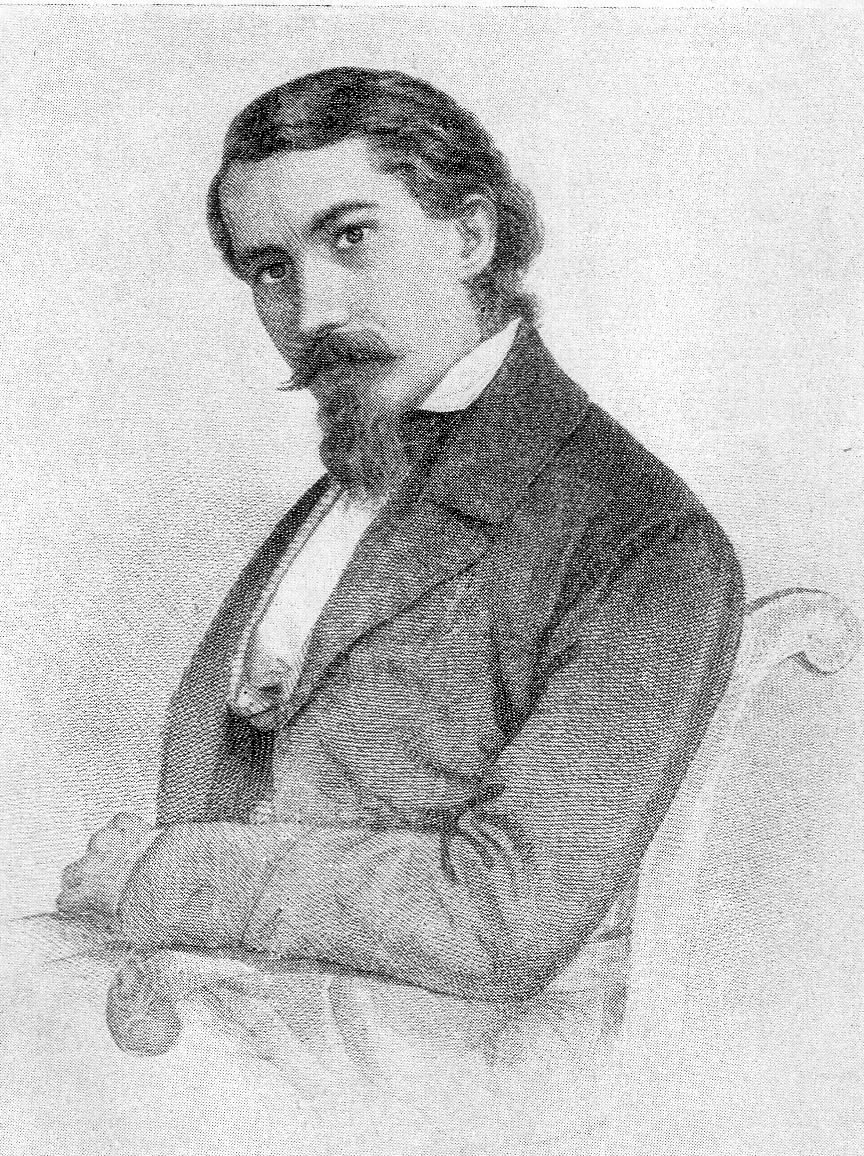
Max Waldau, poeta